# Peripatidae
Peripatidae (лат.) — одно из двух современных семейств онихофор. Самые древние предполагаемые представители семейства, известные из бирманского янтаря, датируются серединой мелового периода, около 100 миллионов лет назад, при этом представители из доминиканского и балтийского янтаря свидетельствуют о более широком распространении в палеогене / неогене. Молекулярная изменчивость предполагает, что краун-группа семейства могла возникнуть в раннем мезозое.

## Описание
Peripatidae обладают рядом прогрессивных особенностей. В среднем они длиннее, чем Peripatopsidae, а также имеют больше пар ног. Число ног у Peripatidae варьирует как внутри вида, так и между видами и колеблется от 19 пар (у Typhloperipatus williamsoni) до 43 пар (у Plicatoperipatus jamaicensis). Гонопор всегда находится между предпоследней парой ног. Не существует известных яйцекладущих видов — подавляющее большинство, включая всех неотропических Peripatidae, являются живородящими, у самок у которых развивается плацента, обеспечивающая растущий эмбрион питательными веществами. Азиатские роды Typhloperipatus и Eoperipatus, однако, демонстрируют лецитотрофное яйцеживорождение, у их самок не образуется плацента, а вместо этого они сохраняют желточные яйца в матке для обеспечения питания.

## Распространение
Peripatidae обитают в тропических и субтропических зонах. В частности, они населяют Центральную Америку, Карибский бассейн, север Южной Америки, Габон, Северо-Восточную Индию и Юго-Восточную Азию.

## Таксономия

### Neopatida
Neopatida — монофилетическая линия внутри Peripatidae, включающая всех представителей, за исключением немногих, обнаруженных за пределами Америки. К Neopatida не принадлежат юго-восточные азиатские † Cretoperipatus и Eoperipatus, африканские Mesoperipatus и северо-восточные индийские Typhloperipatus.

### Роды
В семейство входят следующие роды:
- †Cretoperipatus Engel & Grimaldi, 2002
- Eoperipatus Evans, 1901
- Mesoperipatus Evans, 1901
- Typhloperipatus Kemp, 1913
- Neopatida

- Cerradopatus Oliveira et al., 2015
- Epiperipatus Clark, 1913
- Heteroperipatus Zilch, 1954
- Macroperipatus Clark, 1913
- Mongeperipatus Barquero-González et al., 2020
- Oroperipatus Cockerell, 1908
- Peripatus Guilding, 1826
- Plicatoperipatus (Grabham & Cockerell, 1892)
- Principapillatus Oliveira et al., 2013
- Speleoperipatus Peck, 1975